# Clave estática
Una clave criptográfica se denomina estática si está pensada para ser utilizada durante un periodo de tiempo relativamente largo y suele estar diseñada para ser utilizada en muchas instancias de un esquema de establecimiento de claves criptográficas. Contrasta con una clave efímera.